# التهاب الأوعية الصغيرة في الجلد
التهاب الأوعية الصغيرة في الجلد (والمعروف أيضًا باسم «التهاب وعائي جلدي كاسر للكريات البيض» «والتهاب الأوعية الكاسر للكريات البيضاء في الجلد» «والتهاب وريدات ناخر في الجلد» «والتهاب وعائي بفرط التحسس») هو التهاب في الأوعية الدموية الصغيرة (عادةً يصيب الوريدات التالية للشعيرات في الـأدمة)، ويتسم بفُرْفُرِيَّة مجسوسة،:831 وهو من أكثر أنواع الالتهاب الوعائي الشائعة التي تتم مشاهدتها في الممارسة السريرية. ويشير التهاب الأوعية الكاسر للكريات البيضاء إلى الضرر الناجم عن الحُطام النووي نتيجة ارتشاح الخلايا الحبيبية العَدِلَة (والتي يُشار إليها عادةً بالعَدِلاَت) داخل الأوعية الدموية وما يحيطها.
يشتمل التهاب الأوعية الصغيرة على عدة أنواع فرعية منها::833-6
- فرفرية شونلاين هينوخ (Henoch-Schönlein purpura)
- الوذمة النزفية الحادة عند الرُضع
- التهاب الأوعية الشروي
- التهاب الأوعية بالغلوبيلينات القرية (البردية)
- حُمامَى مرتفعة دائمة
- ورم حُبَيبيّ وَجهِي

## التهاب الأوعية الكاسر للكريات البيضاء

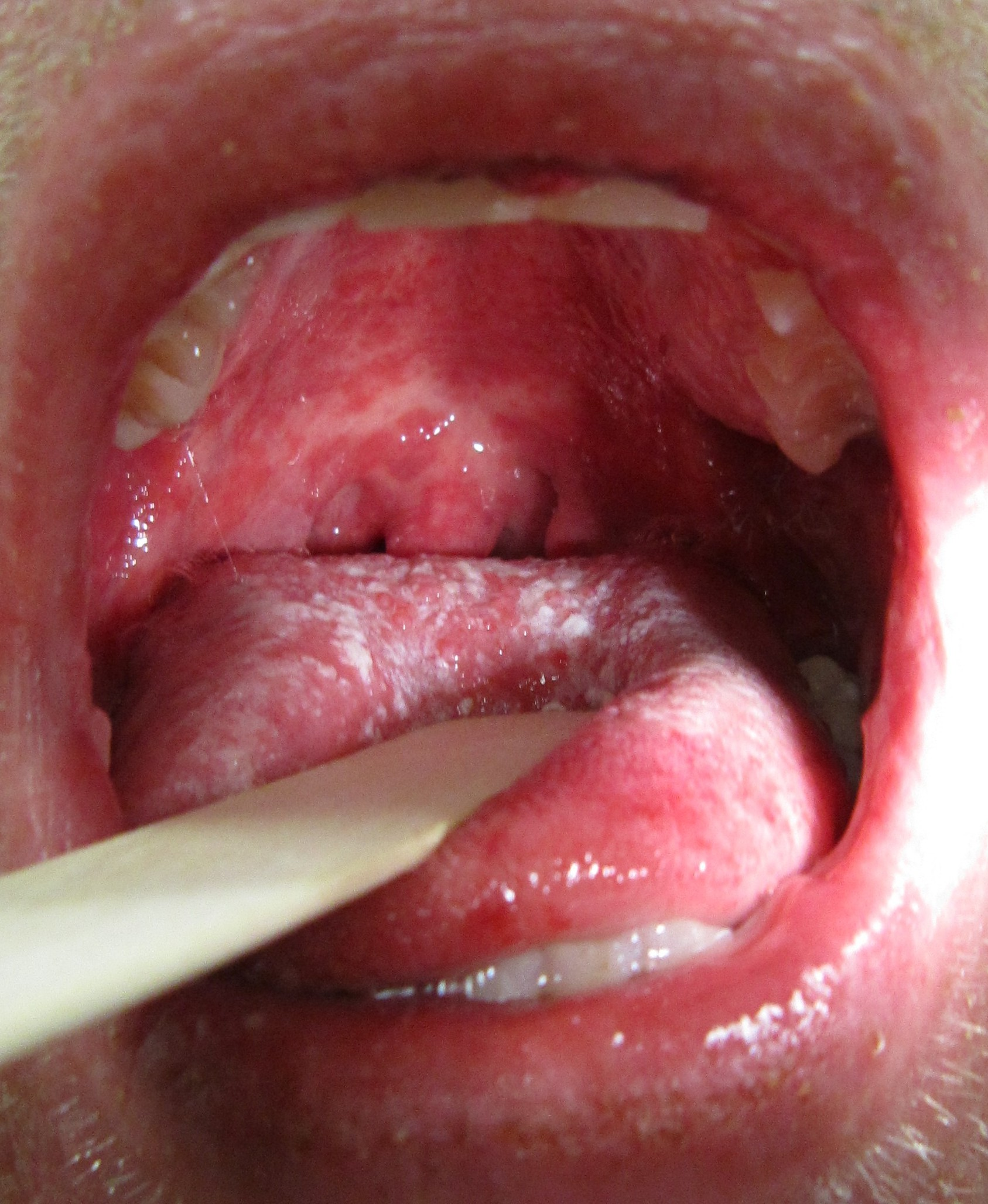
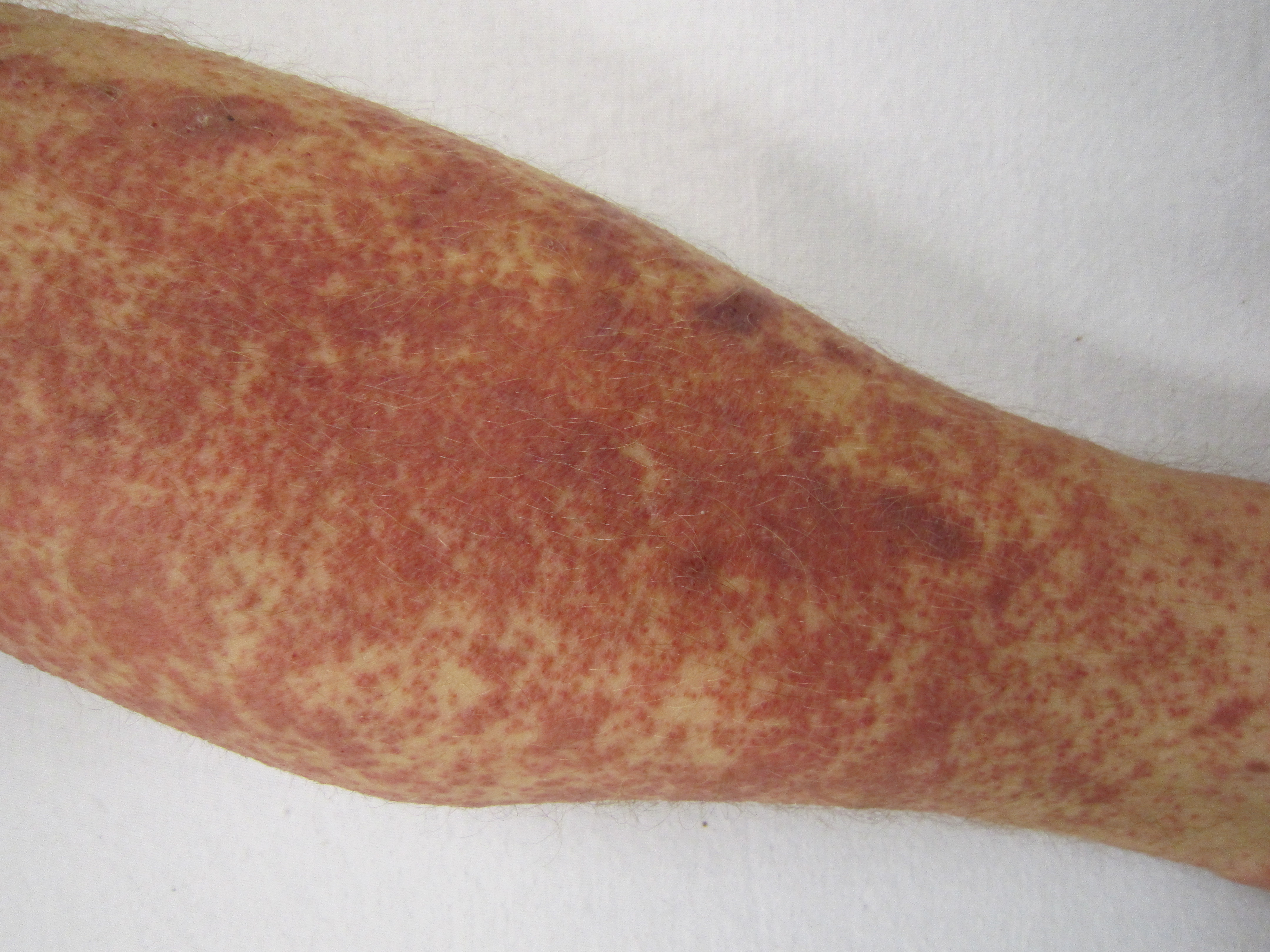
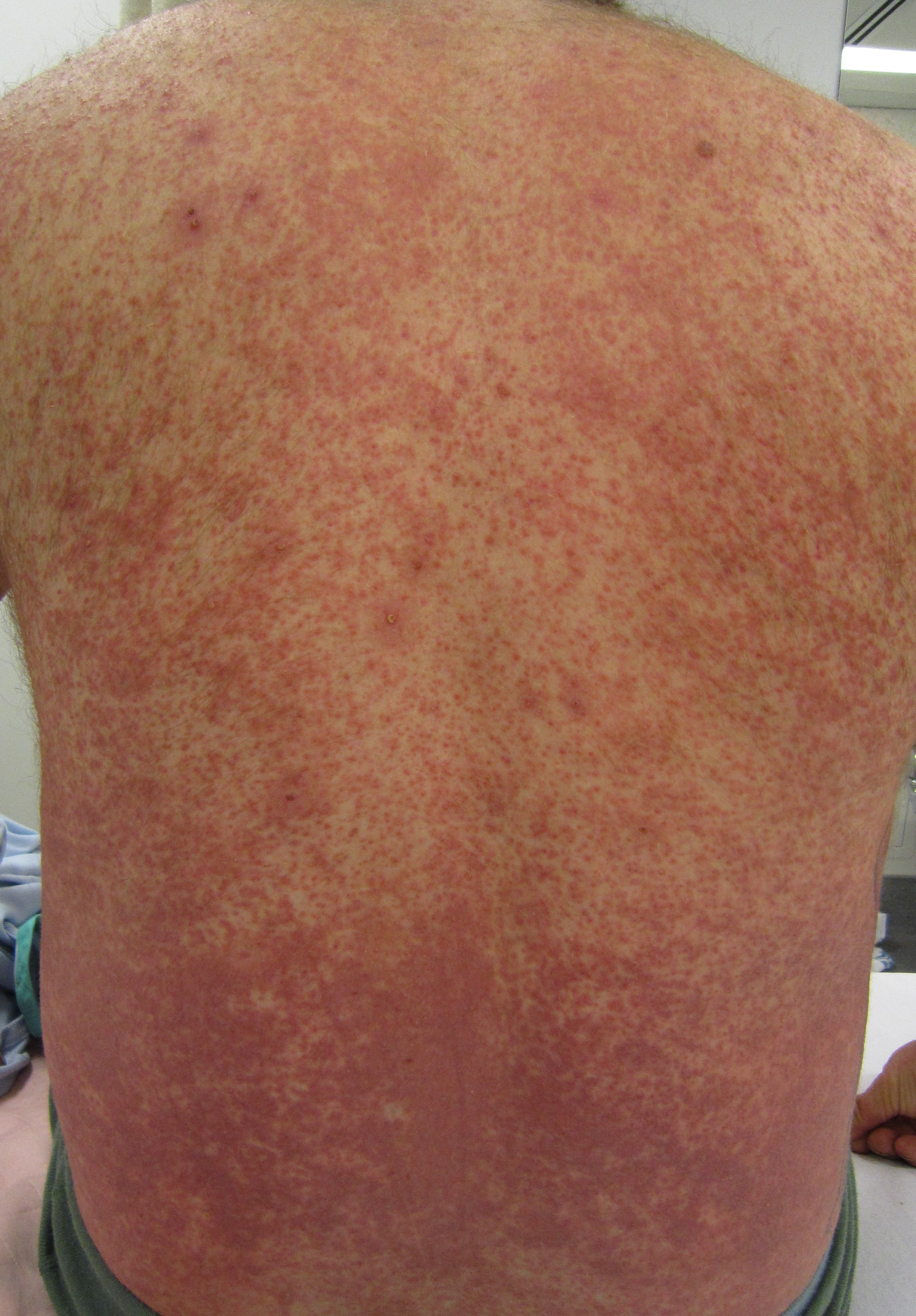
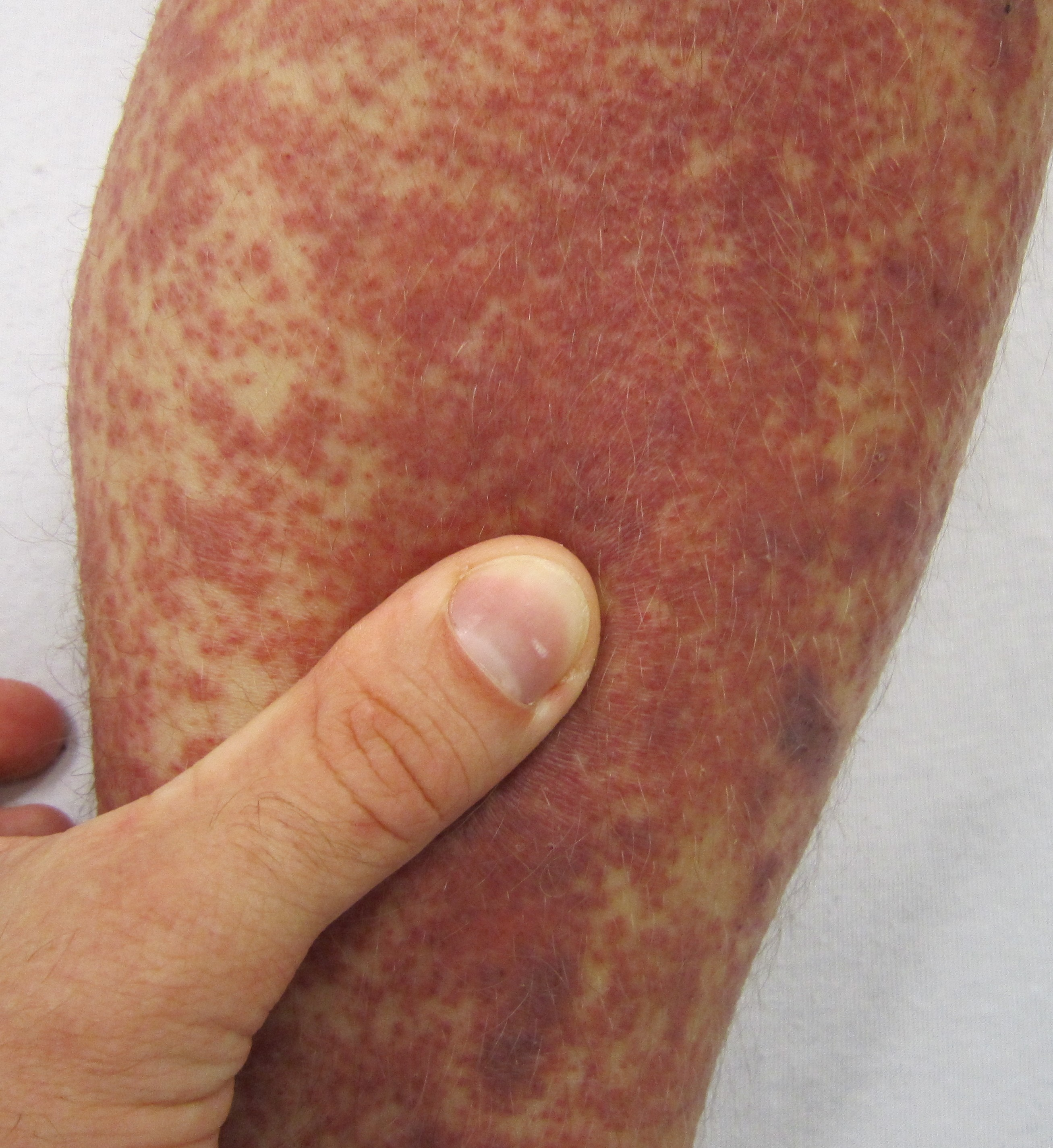